# لي سو نام
لي سو نام مواليد 2 فبراير 1927 في سول، شبه الجزيرة الكورية - الوفاة 08 يناير 1984، كان لاعب كرة قدم كوري جنوبي كان يلعب كمهاجم. سبق له أن لعب في كأس العالم لكرة القدم مع منتخب بلاده. شارك في دورة الألعاب الآسيوية دورة الألعاب الآسيوية عام 1956. وقد كان حكما في مباريات كرة القدم منذ العام 1962.

## روابط خارجية
- لي سو نام على موقع الاتحاد الدولي (مؤرشف)  (الإنجليزية)
- لي سو نام على موقع Soccerway.com (الإنجليزية)
- لي سو نام على موقع عالم كرة القدم.نت (الإنجليزية)